# Raketenerprobungsstelle Rumbke

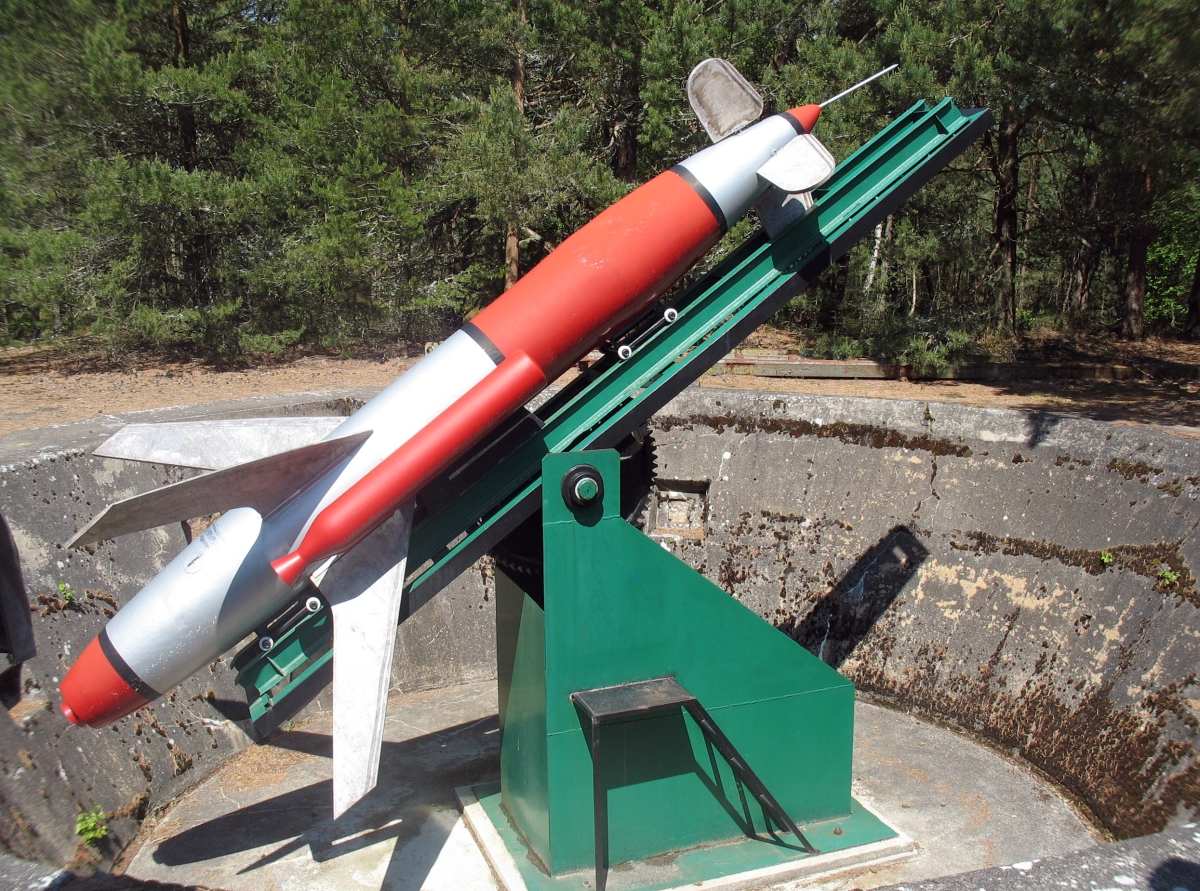
Eine „Rheintochter“ auf Lafette in Rabka

Die Raketenerprobungsstelle Rumbke (heute Rąbka) war im Zweiten Weltkrieg ein Erprobungsgelände der deutschen Luftwaffe unweit von Leba inmitten des heutigen Slowinzischen Nationalparks.

## Geschichte
Im  Dünengebiet befindet sich der Truppenübungsplatz Leba. Dort wurde unter anderem auch der Wüstenkrieg geübt. Zum Anfang des Krieges wurden auf dem Lebasee eine Staffel mit Wasserflugzeugen stationiert. In unmittelbarer Nähe entstand die Raketenerprobungsstelle in Zusammenarbeit mit Rheinmetall-Borsig, um dort vor allem Boden-Luft-Raketen des Typs Rheintochter zu testen. Die Raketen wurde dabei auf die See geschossen, wo sie keinen Schaden anrichten konnten. Als Beobachtungsstelle diente auch die Insel Bornholm. Im Herbst 1943 wurde der erste Prototyp von einer 8,8-cm-Flaklafette, die mit einer 3,5 Meter langen Gleitbahn verlängert wurde, gestartet. Im Dezember 1944 wurden die Raketenversuche auf den SS-Truppenübungsplatz Heidelager verlegt. Am 29. Januar 1945 wurde das Versuchsgelände aufgegeben und bis zum 26. Februar 1945 geräumt. Zwischen 1963 und 1973 erfolgte hier der Start von 33 polnischen Höhenforschungsraketen des Typs Meteor.

## Zustand
Heute ist ein Museum eingerichtet. Es gibt verbunkerte Beobachtungs- und Messstände. Teilweise sind die Abschussstellen mit Nachbauten dekoriert. 

## Getestete Objekte
- Feuerlilie
- Rheintochter
- Rheinbote
- Rollbombe SB 800 RS

Es fanden auf dem Gelände keine Versuche mit den Vergeltungswaffen V1 und V2 statt.